# Vysšaja Liga 1971
L'edizione 1971 della Vysšaja Liga fu la 34ª del massimo campionato sovietico di calcio, la prima con il ritorno a questa denominazione; fu vinta dalla Dinamo Kiev, giunto al suo quinto titolo.

## Formula
Le squadre partecipanti scesero a 16: le tre retrocesse della stagione precedente (Čornomorec', Torpedo Kutaisi e Spartak Ordžonikidze) furono solo parzialmente rimpiazzate dall'arrivo delle neo promosse Qaýrat e Karpaty. Le 16 formazioni si incontrarono in gare di andata e ritorno per un totale di 30 incontri; il sistema prevedeva due punti per la vittoria, uno per il pareggio e zero per la sconfitta.
Le ultime due squadre classificate retrocessero in seconda divisione al termine della stagione.

## Squadre partecipanti
| Squadra          | Rosa     | Repubblica     | Città          | Stadio                       | Posizione 1970                                  |
| ---------------- | -------- | -------------- | -------------- | ---------------------------- | ----------------------------------------------- |
| Ararat           | dettagli | RSS Armena     | Erevan         | Stadio della Repubblica      | 12° in Vysšaja Gruppa A                         |
| CSKA Mosca       | dettagli | RSFS Russa     | Mosca          | Stadio Centrale Lenin        | Campione dell'Unione Sovietica                  |
| Dinamo Kiev      | dettagli | RSS Ucraina    | Kiev           | Stadio Centrale              | 7° in Vysšaja Gruppa A                          |
| Dinamo Minsk     | dettagli | RSS Bielorussa | Minsk          | Stadio Dinamo di Minsk       | 9° in Vysšaja Gruppa A                          |
| Dinamo Mosca     | dettagli | RSFS Russa     | Mosca          | Stadio Dinamo (Mosca)        | 2° in Vysšaja Gruppa A                          |
| Dinamo Tbilisi   | dettagli | RSS Georgiana  | Tbilisi        | Stadio Lokomotiv di Tbilisi  | 4° in Vysšaja Gruppa A                          |
| Karpaty          | dettagli | RSS Ucraina    | Leopoli        | Stadio Družba                | Vincitore della Pervaja Gruppa A 1970, promosso |
| Neftçi Baku      | dettagli | RSS Azera      | Baku           | Stadio Lenin di Baku         | 11° in Vysšaja Gruppa A                         |
| Paxtakor         | dettagli | RSS Uzbeka     | Tashkent       | Stadio Centrale di Pakhtakor | 13° in Vysšaja Gruppa A                         |
| Qairat           | dettagli | RSS Kazaka     | Alma-Ata       | Stadio Centrale di Alma-Ata  | 2° nella Pervaja Gruppa A 1970, promosso        |
| Šachtar          | dettagli | RSS Ucraina    | Donec'k        | Stadio Šachtar               | 10° in Vysšaja Gruppa A                         |
| SKA Rostov       | dettagli | RSFS Russa     | Rostov sul Don | Stadio Rostselmash           | 8° in Vysšaja Gruppa A                          |
| Spartak Mosca    | dettagli | RSFS Russa     | Mosca          | Stadio Centrale Lenin        | 3° in Vysšaja Gruppa A                          |
| Torpedo Mosca    | dettagli | RSFS Russa     | Mosca          | Stadio Centrale Lenin        | 6° in Vysšaja Gruppa A                          |
| Zenit Leningrado | dettagli | RSFS Russa     | Leningrado     | Stadio Lenin                 | 14° in Vysšaja Gruppa A                         |
| Zorja            | dettagli | RSS Ucraina    | Vorošilovgrad  | Stadio Avangard              | 5° in Vysšaja Gruppa A                          |

## Classifica finale
|                             | Pos. | Squadra          | Pt | G  | V  | N  | P  | GF | GS | DR  |
| --------------------------- | ---- | ---------------- | -- | -- | -- | -- | -- | -- | -- | --- |
| Unione Sovietica (bandiera) | 1.   | Dinamo Kiev      | 44 | 30 | 17 | 10 | 3  | 41 | 17 | +24 |
|                             | 2.   | Ararat           | 37 | 30 | 13 | 11 | 6  | 37 | 28 | +9  |
|                             | 3.   | Dinamo Tbilisi   | 36 | 30 | 14 | 8  | 8  | 33 | 33 | +0  |
|                             | 4.   | Zorja            | 33 | 30 | 11 | 11 | 8  | 29 | 23 | +6  |
|                             | 5.   | Dinamo Mosca     | 31 | 30 | 9  | 13 | 8  | 35 | 22 | +13 |
|                             | 6.   | Spartak Mosca    | 31 | 30 | 9  | 13 | 8  | 35 | 31 | +4  |
|                             | 7.   | Torpedo Mosca    | 28 | 30 | 4  | 20 | 6  | 27 | 27 | +0  |
|                             | 8.   | Qairat           | 28 | 30 | 9  | 10 | 11 | 36 | 40 | -4  |
|                             | 9.   | Neftçi Baku      | 28 | 30 | 9  | 10 | 11 | 30 | 34 | -4  |
|                             | 10.  | Karpaty          | 28 | 30 | 5  | 18 | 7  | 30 | 35 | -5  |
|                             | 11.  | Dinamo Minsk     | 28 | 30 | 8  | 12 | 10 | 36 | 43 | -7  |
|                             | 12.  | CSKA Mosca       | 26 | 30 | 7  | 12 | 11 | 34 | 36 | -2  |
|                             | 13.  | Zenit Leningrado | 26 | 30 | 8  | 10 | 12 | 29 | 32 | -3  |
|                             | 14.  | SKA Rostov       | 26 | 30 | 9  | 8  | 13 | 35 | 43 | -8  |
|                             | 15.  | Paxtakor         | 26 | 30 | 8  | 10 | 12 | 29 | 46 | -17 |
|                             | 16.  | Šachtar          | 24 | 30 | 10 | 4  | 16 | 31 | 37 | -6  |

### Verdetti
- Dinamo Kiev Campione dell'Unione Sovietica 1971.
- Pakhtakor Tashkent e Shakhtar Donetsk retrocesse in Pervaja Liga.

## Risultati

### Tabellone
| Dinamo Kiev      |     | 2-0 | 1-1 | 1-0 | 2-1 | 3-2 | 0-0 | 0-0 | 1-0 | 1-0 | 3-0 | 4-1 | 1-0 | 4-0 | 3-0 | 4-3 |
| Ararat           | 0-1 |     | 0-1 | 2-1 | 2-0 | 0-0 | 1-1 | 3-0 | 2-1 | 1-1 | 1-1 | 1-0 | 3-2 | 1-0 | 3-2 | 1-0 |
| Dinamo Tbilisi   | 1-0 | 0-4 |     | 0-0 | 0-2 | 3-0 | 1-0 | 1-0 | 1-0 | 0-0 | 4-1 | 0-1 | 2-1 | 0-0 | 0-1 | 3-0 |
| Zorja            | 1-1 | 0-0 | 0-1 |     | 1-0 | 1-1 | 1-0 | 4-1 | 1-0 | 1-0 | 3-1 | 2-0 | 1-0 | 1-1 | 3-1 | 0-0 |
| Dinamo Mosca     | 0-0 | 0-1 | 1-2 | 1-1 |     | 0-0 | 2-1 | 0-0 | 0-0 | 0-0 | 3-0 | 1-0 | 0-0 | 4-1 | 8-0 | 1-0 |
| Spartak Mosca    | 0-2 | 1-1 | 1-1 | 2-0 | 1-1 |     | 0-2 | 2-1 | 3-0 | 3-0 | 2-0 | 0-0 | 1-1 | 1-0 | 2-0 | 3-0 |
| Torpedo Mosca    | 1-1 | 0-1 | 1-1 | 0-0 | 1-1 | 2-2 |     | 3-1 | 0-0 | 1-1 | 3-3 | 0-0 | 1-1 | 3-2 | 0-1 | 1-0 |
| Qaýrat           | 0-0 | 2-2 | 2-1 | 1-2 | 1-2 | 1-1 | 0-0 |     | 3-1 | 2-2 | 3-3 | 2-1 | 3-1 | 1-1 | 2-0 | 2-1 |
| Neftçi Baku      | 1-1 | 0-0 | 0-2 | 2-1 | 1-1 | 5-3 | 1-1 | 1-0 |     | 4-0 | 1-0 | 0-0 | 1-0 | 1-1 | 2-0 | 2-0 |
| Karpaty          | 3-1 | 2-2 | 2-2 | 0-0 | 1-3 | 1-1 | 0-0 | 2-3 | 1-1 |     | 3-1 | 2-2 | 0-0 | 3-1 | 3-0 | 1-0 |
| Dinamo Minsk     | 0-1 | 4-1 | 1-1 | 0-0 | 0-0 | 2-0 | 1-1 | 1-0 | 2-0 | 0-0 |     | 1-1 | 1-0 | 4-1 | 2-1 | 1-0 |
| CSKA Mosca       | 0-1 | 0-1 | 6-0 | 1-2 | 1-0 | 1-1 | 3-3 | 0-1 | 1-1 | 1-1 | 3-1 |     | 3-0 | 2-2 | 1-1 | 1-0 |
| Zenit Leningrado | 0-0 | 3-3 | 1-2 | 0-0 | 1-0 | 1-0 | 0-0 | 2-1 | 4-2 | 0-0 | 1-1 | 5-0 |     | 1-0 | 2-0 | 1-0 |
| SKA Rostov       | 2-1 | 1-0 | 0-1 | 3-1 | 1-0 | 1-2 | 1-1 | 0-1 | 3-1 | 3-0 | 3-3 | 0-0 | 1-0 |     | 4-2 | 2-1 |
| Paxtakor         | 0-0 | 0-0 | 5-1 | 2-1 | 1-1 | 0-0 | 0-0 | 1-1 | 2-0 | 0-0 | 0-0 | 1-3 | 1-0 | 2-0 |     | 2-1 |
| Šachtar          | 0-1 | 2-0 | 2-0 | 1-0 | 2-2 | 1-0 | 1-0 | 2-1 | 0-1 | 1-1 | 3-1 | 2-1 | 4-1 | 1-0 | 3-3 |     |
| ---------------- | --- | --- | --- | --- | --- | --- | --- | --- | --- | --- | --- | --- | --- | --- | --- | --- |

## Statistiche

### Classifica cannonieri
| Gol |  |  | Giocatore          | Squadra          |
| --- |  |  | ------------------ | ---------------- |
| 16  |  |  | Ėduard Malafeeŭ    | Dinamo Minsk     |
| 14  |  |  | Ēdoward Margarov   | Ararat           |
| 10  |  |  | Anatoli Banişevski | Neftçi Baku      |
| 10  |  |  | Viktor Kolotov     | Dinamo Kiev      |
| 10  |  |  | Vitali Şevçenko    | Neftçi Baku      |
| 9   |  |  | Valerij Jaremčenko | Šachtar          |
| 9   |  |  | Aleksej Es'kov     | SKA Rostov       |
| 8   |  |  | Anzor Chikhladze   | SKA Rostov       |
| 8   |  |  | Boris Kopejkin     | CSKA Mosca       |
| 8   |  |  | Edvard Kozynkevyč  | Šachtar          |
| 8   |  |  | Anatolij Puzač     | SKA Rostov       |
| 8   |  |  | Pavel Sadyrin      | Zenit Leningrado |